# Вісь зла (космологія)
«Вісь зла» (англ. Axis of evil) — назва аномалії в астрономічних спостереженнях реліктового випромінювання. Видається, що аномалія надає площині Сонячної системи, а отже, й розташуванню Землі більшого значення, ніж можна було б очікувати від випадковості — результат, який, за деякими твердженнями, є свідченням відступу від принципу Коперніка.
Карта реліктового випромінювання є прямим масштабним виглядом Всесвіту, який може бути використаний для визначення того, чи має наше положення, чи рух якесь особливе значення. Широкого розголосу набув аналіз результатів зонду мікрохвильової анізотропії Вілкінсона (WMAP) та місії Планка, які показали як очікувану, так і несподівану анізотропію у реліктовому випроміненні. Рух Сонячної системи та орієнтація площини екліптики узгоджуються з особливостями мікрохвильового неба, які за звичайним мисленням обумовлені структурою на межі спостережуваного Всесвіту. Зокрема, відносно площини екліптики «верхня половина» реліктового випромінення трохи прохолодніша, ніж «нижня половина»; крім того, осі квадруполя та октуполя розташовані лише в декількох градусах один від одного, і ці осі вирівняні відносно поділу «вгорі / внизу» площини екліптики.

У статті 2006 року на Edge.org був процитований такий коментар Лоуренса Краусса: 
 Але дивлячись на карту реліктового випромінення, ви також бачите, що спостережувана структура насправді є дивним чином співвіднесена з площиною Землі навколо Сонця. Чи це Коперник повертається з мертвих, щоб переслідувати нас? Це божевільно. Ми дивимось на весь Всесвіт. У жодному разі не повинно бути співвідношення цієї структури з нашим рухом Землі навколо Сонця — площиною Землі навколо Сонця — екліптикою. Це б сказало, що ми справді є центром Всесвіту. 
 Відомо про деякі аномалії у спостережуваному реліктовому випромінюванні, які збігаються з площиною Сонячної системи, що суперечить принципу Коперніка в тому, що дозволяє припустити про особливе розташування Сонячної системи. Ленд і Магейджо у 2005 році назвали це розташування «віссю зла» через наслідки для сучасних моделей космосу, хоча кілька пізніших досліджень показали систематичні помилки в зборі даних і тому, як вони оброблялись. Різні дослідження даних анізотропії реліктового випромінення або підтверджують принцип Коперніка, моделюють розташування в неоднорідному всесвіті, що все ще відповідає принципу або намагаються пояснити їх як локальні явища. Деякі з цих альтернативних пояснень обговорювали Копі з колегами, який стверджував, що дані телескопу Планка можуть пролити суттєве світло на те, чи є хибним напрямок та вирівнювання. Одним з пояснень є випадковість. Головний вчений WMAP, Чарльз Л. Беннетт припустив, що причиною є випадковість і людська психологія: «Я думаю, що є трохи психологічного ефекту, люди хочуть знайти незвичайні речі».
Дані телескопу Планк, опубліковані 2013 року, з того часу виявили більш вагомі докази анізотропії. «Тривалий час частина наукової громади сподівалася, що анізотропія зникне, але цього не сталося», — каже Домінік Шварц з Білефельдського університету в Німеччині.
На сьогодні не існує єдиної думки щодо природи цієї та інших спостережуваних аномалій реліктового випромінення і їх статистичне значення є незрозумілим. Наприклад, дослідження, що включає результати місії Планка, показує, як методи масок можуть створювати помилки, корегування яких може перевести ряд спостережуваних аномалій, включаючи Вісь зла, у статистично незначущі. Дослідження 2016 року порівнювало ізотропну та анізотропну космологічні моделі з даними WMAP та телескопу Планка та не виявило доказів анізотропії.
Космолог Едмунд Шлюссель припустив, що Вісь зла можуть пояснити гравітаційні хвилі з надзвичайно великою довжиною хвилі.
У червні 2020 року спостереження Осі зла отримало додаткове підтвердження у дослідженні Ліора Шаміра (Lior Shamir), яке отримало той самий результат, але іншим методом виміру. Шамір прокоментував: «Ми маємо два різні огляди неба, які демонструють ті самі патерни навіть коли галактики повністю інші. Не існує помилки, що може таке спричинити. Це Всесвіт, в якому ми живемо. Це наша домівка».

## Інтернет-ресурси
- Вісь зла (космологія)